# フリードリヒ・ウルリヒ (ブラウンシュヴァイク＝ヴォルフェンビュッテル公)
フリードリヒ・ウルリヒ（ドイツ語：Friedrich Ulrich, 1591年4月5日 - 1634年8月11日）は、ブラウンシュヴァイク＝リューネブルク公の1人で、ヴォルフェンビュッテル侯（在位：1613年 - 1634年）。ヴォルフェンビュッテル侯ハインリヒ・ユリウスとデンマーク・ノルウェー王フレゼリク2世の娘エリサベトの長男として生まれた。三十年戦争期の軍人クリスティアンは弟。

## 生涯
フリードリヒ・ウルリヒはヘルムシュテット大学とテュービンゲン大学で学び、1613年に父が死ぬと14歳で侯領を相続した。1615年、フリードリヒ・ウルリヒは自分を主君と認めようとしないブラウンシュヴァイク市との戦争を引き起こした。1616年から1622年にかけ、フリードリヒ・ウルリヒはアルコール中毒の為、叔父のデンマーク・ノルウェー王クリスチャン4世の手助けを得た母エリサベトによって実質的に侯位から退けられていた。
国務はアントン・フォン・シュトライトホルストが中心になって代行していたが、シュトライトホルストは粗悪な金属を使って貨幣を量産し、インフレを起こして侯国を崩壊寸前に追い込んだ。国情が極めて悪化した為、クリスチャン4世は甥のフリードリヒ・ウルリヒを君主の座に復帰させる事に決めた。国内貴族の支援を受け、フリードリヒ・ウルリヒは支配権を回復、シュトライトホルスト一派は侯国を追い出された。
しかし、フリードリヒ・ウルリヒの優柔不断な性格が災いし、三十年戦争の戦火がおよぶとブラウンシュヴァイクは激しい略奪の対象になった。カトリック軍ではティリー伯爵やパッペンハイム伯爵、プロテスタント軍ではフリードリヒ・ウルリヒ自身の叔父クリスチャン4世やスウェーデン王グスタフ2世アドルフがブラウンシュヴァイクを襲った。こうして領土の大半を失った。
フリードリヒ・ウルリヒは1614年にブランデンブルク選帝侯ヨーハン・ジギスムントの娘アンナ・ゾフィアと結婚していたが、彼女は子供を授からなかった。フリードリヒ・ウルリヒは彼女と離婚しようとしたが、離婚の手続きが終わる前に亡くなり、弟のクリスティアンも1626年にフリードリヒ・ウルリヒに先立って死去、ヴォルフェンビュッテル系は断絶した。相続人のいなくなったヴォルフェンビュッテル侯領とカレンベルク侯領は、同族内のリューネブルク系の公爵達の手に渡った。
| 爵位・家督                | 爵位・家督                                                     | 爵位・家督         |
| ------------------------- | -------------------------------------------------------------- | ------------------ |
| 先代 ハインリヒ・ユリウス | ブラウンシュヴァイク＝ヴォルフェンビュッテル侯 1613年 - 1634年 | 次代 アウグスト2世 |
| 先代 ハインリヒ・ユリウス | カレンベルク侯 1613年 - 1634年                                 | 次代 ゲオルク      |